# Upravljanje brez odpadkov
Brezodpadkovno upravljanje ali upravljanje brez odpadkov (angl. zero waste management) je dolgoročna okoljevarstvena strategija oz. filozofija upravljanja odpadkov, ki narekuje izdelavo samo takšnih izdelkov, »ki jih bo mogoče dolgo uporabljati, brez izjeme predelati, reciklirati in ponovno uporabiti«. Med prednostmi te strategije so: zmanjševanje količin odpadkov (in s tem odlagališč odpadkov), finančni prihranki, manjši ogljični odtis ...
Nič odpadkov je filozofija, ki spodbuja preoblikovanje virov življenjskega cikla, tako da so vsi izdelki ponovno uporabljeni. Vse smeti – odpadki, poslani v postopke odstranjevanja so minimalne in ne vključujejo sežiganja ali energetske predelave odpadkov. Priporočen postopek je postopek, ki materiale vrne v naravne cikle prsti ali materialov. Zero waste international alliance (Mednarodna zveza za nič odpadkov) navaja definicijo: »nič odpadkov« je etičen, ekonomski, učinkovit in vizionarski cilj, ki družbo vodi v spremembo življenjskega sloga in navad ter k posnemanju trajnostnih naravnih ciklov, kjer so vsi odpadni materiali surovina za nekoga drugega. »Nič odpadkov« pomeni oblikovanje in upravljanje izdelkov in procesov tako, da se zmanjša volumen in toksičnost odpadkov, ohranja ter predela vse materiale in se jih ne sežiga ali odlaga. Implementacija Zero Waste bo preprečila vsakršne izpuste v zemljo, vodo ali zrak, ki bi lahko ogrozili zdravje ekosistemov, ljudi, živali ali planeta.
V industriji ta proces vključuje oblikovanje proizvodov in tradicionalnih proizvodnih odpadkov. Na primer, lahko bi reciklirali steklene steklenice mleka. Glavni vhodni vir je silicijev dioksid - pesek, ki ga oblikujejo v kozarec in nato v steklenico. Skladišča jo napolnijo z mlekom in razdelijo potrošnikom. Na tej točki bi običajna pot odpadkov vodila v odstranitev steklenice na odlagališča in podobno. Z metodo »nič odpadkov« se lahko uvede depozit na steklenico ob prodaji, ki se vrača na prenosnika ob nakupu. Steklenica se nato opere, ponovno napolni in proda naprej. Imamo samo porabo energije za pranje steklenic in onesnaževanje vode, ki bi ju bilo treba zmanšati.
Upravljanje brez odpadkov lahko predstavlja ekonomično alternativo dosedanjega ravnanja z odpadki, kjer so potrebni vedno novi viri. Prav tako lahko predstavlja novo alternativo za okolje, saj odpadki predstavljajo znaten delež onesnaževanja na svetu.
Celotna strategija temelji na t. i. sistemu 3P: preprečevanje, ponovna uporaba in predelava (angleško 3R: Reduce, Reuse, Recycle).

## Zgodovina

### 1970: Zero Waste Systems Inc
Izraz Zero Waste, je bil javno prvič uporabljen v imenu podjetja, Zero Waste Systems Inc (ZWS), ki ga je ustanovil doktor kemije Paul Palmer v sredini 70-ih v Oaklandu, v Kaliforniji. Poslanstvo ZWS je bilo najti nove prostore za skladiščenje za večino kemikalij, ki so se pojavljale kot presežek v nastajajoči elektronski industriji. Kmalu so razširili svoje storitve v številne druge smeri. Kot primer lahko navedemo da so brezplačno sprejemali, velike količine različnih novih in uporabljenih laboratorijskih kemikalij, ki so jih potem prodali raziskovalcem, znanstvenikom in podjetjem. ZWS je imel verjetno največji popis laboratorijskih kemikalij v celi Kaliforniji, ki so bile prodane za pol cene. Prav tako so zbirali topilo, ki so ga v elektronski industriji imenovani razvijalec oz. izpiranje (mešanica ksilena in butil acetata). Topilo je bilo dano v majhne pločevinke in puščeno v prodajo kot redkejši lak. ZWS je bil pionir pri mnogih drugih projektih.
Mednarodni ugled so si ustvarili predvsem s tem, da so bili edino podjetje na svetu, ki se je ukvarjalo s tem poslom. O samem podjetju je bilo napisano veliko člankov. Prav tako so sodelovali v nekaterih televizijskih oddajah. The California Integrated Waste Management Board je pripravila diaprojekcijo, ki prikazuje delovanje ZWS in EPA je objavila številne študije njihovega poslovanja, v katerih jih poimenujejo "aktivna izmenjava odpadkov".
Krovna organizacija, pod katero spada ZWS je Zero Waste Institute (ZWI), ki jo je prav tako ustanovil Paul Palmer, najdete jo na http://www.zerowasteinstitute.org. Na podlagi izkušenj iz ZWS, ZWI meni, da recikliranje ni več samo privesek pri ustvarjanju smeti in sami industriji smeti. 
ZWI prav tako zavrača vse poskuse ponovne uporabe odpadkov ali uporabo vse vrst proizvodnih odpadkov. Namesto tega, ZWI poziva k prenovi vseh izdelkov iz industrije, trgovine in procesov, ki proizvajajo in prodajajo, da jih uporabijo, tako da nikoli ne zavržejo odpadkov, ki nastanejo, saj jih je treba ponovno uporabiti ali reciklirati.
Spletna stran ponuja številne primerne načine, na katere se lahko oblikujejo izdelki tako, da je zavrženje nepotrebno, saj je potrebno razširiti vrednost praga izdelka na približno človeško življenjsko dobo, 100-ih let. V celoti je izdelan sklop načel in predstavljene analize. Teorija Učinkovitost dizajna vodi do Uspešnosti dizajna je predstavljena, kar pomeni, da ko je izdelek namenjen za uporabo v trajnost, ga je potrebno opremiti z robustno funkcijo, trdimi materiali in posebnimi ugodnostmi, ki nam ne omogočajo da izdelke lahko zavržemo po enkratni uporabi. To teorijo se uporablja kot primer za pakete.
ZWI zavrača vse povezave s svetom za recikliranje, ki poudarja, da ni nobene teorije za recikliranje, samo zaupanje in upanje, da bo to koristno.

### 1998-2003: Vrh
Gibanje je pridobilo širšo javnost in doseglo vrhunec v letu 1998-2002. Od takrat se zavzemajo za prenos iz "teorije v prakso", s poudarkom na tem, kako je "zero waste community" strukturiran in kako se obnaša. Na spletni strani Zero Waste International Alliance je seznam skupnosti po vsem svetu, ki so ustvarili javne politike za spodbujanje zero waste prakse. Poglejte tudi Eco-Cycle spletno stran kot primer, kako ta velika neprofitna organizacija vodi Boulder County, Colorado na Zero-Waste poti in poglejte 6-minutni video o tem. In Končno je v ZDA zero-waste, organizacija imenovana GrassRoots Recycling Network, ki pripravlja delavnice in konference o dejavnostih zero-waste.

### Danes
Obstaja napetost med dobesedno uporabo naravnih procesov in oblikovanjem industrijsko učinkovitejših načinov ponovne uporabe. Veliko opazovalcev ima pogled na naravo kot na končni model za proizvodnjo in inovativne materiale. Drugi opozarjajo, da industrijski izdelki sami po sebi niso naravnega izvora (kot so kemikalije in plastične mase, ki so mono-molekularni) in imajo veliko koristi od industrijskih metod za ponovno uporabo, medtem ko je degradacija geografskega okolja in priprava metode v tem okviru potratna. Najbolj znan primer je biorazgradljiva plastika. Nekateri trdijo, da je plastika potratna, ker je draga in okolju škodljiva, ali je narejena iz škroba ali nafte, v proizvodnem procesu porabi vse enake materiale in stroške za energijo. Čeprav se plastika po enkratni uporabi biološko razgradi, je veliko bolj pomembno, da se plastični deli uporabijo za oblikovanje. Druga stran trdi, da je vodenje plastike iz smetišča edina korist interesov.
Podjetja, ki se gibljejo v smeri ˝nič odpadkov˝ so v svetu Subaru, Xerox, in Anheuser-Busch. in v Sloveniji gre v to smer Sava Tires d.o.o. 

## Reciklaža
Pomembno je razlikovati recikliranje odpadkov od Zero waste. Nekateri trdijo, da je ključni element Zero waste recikliranje, nekateri pa to zavračajo in pravijo, da je le ideja. Skupno razumevanje recikliranja je preprosto, dajanje steklenic in pločevink v koš. Sodobna različica recikliranja je bolj zapletena in vključuje veliko več elementov financiranja in državne podpore. Na primer, poročilo Agencije za zaščito okolja ZDA (U:S: Environmental Protection Agency) za leto 2007 kaže, da ZDA na nacionalni ravni reciklirajo 33,4 %. Z namenom ravnanja z recikliranimi materiali, pa so bile širom sveta ustvarjene različne industrije. Hkrati pa so bile zahteve po recikliranju včasih pretirane, na primer odlagališča smeti naj bi prekrivali z zemljo ter organskimi snovmi vsak dan. V državah, kjer vzpodbujajo recikliranje, je stalno prisoten pritisk s ciljem zvišati stopnjo recikliranja ter s tem vplivati tudi na lokalno samopodobo.
Gibanje, usmerjeno k recikliranju, se je ločilo od koncepta Zero waste. Dober primer je računalniška industrija, ki po vsem svetu vsako leto zavrže milijone računalnikov (160 milijonov leta 2007). Ti pokvarjeni računalniki sledijo reciklažnemu toku in jih predelajo v surovine, večina pa jih konča na odlagališčih, kjer jih izvozijo v države tretjega sveta. Podjetja se nato lahko odločijo za nakup nekaterih surovin, predvsem jekla, bakra, stekla in zmanjšajo porabo novih materialov. 
Po drugi strani pa je industrija, ki dejansko popravlja računalnike, bolj usklajena z Zero waste načelom za oblikovanje dolgoročne ponovne uporabe. To se imenuje Computer Refurbishing industry in je že pred trenutno akcijo zbiranja in razpošiljanja elektronike. Njihova organizacija je v letih delovanja podarila ogromno računalnikov šolam, klinikam in raznim neprofitnim organizacijam. Načrtovanje Zero waste zahteva, da se komponente preoblikuje za učinkovito ponovno uporabo ter hkrati zahteva vse večje preoblikovanje oziroma popravljanje.

### Zmanjševanje in ponovna uporaba
Zero waste management je slabo podprt s strani vladnih zakonov, ki bi uveljavili  
[hierarhija ravnanja z odpadki | hierarhija zmanjševanja odpadkov, ponovna uporaba in 
recikliranje.] V praksi ti zakoni vedno poudarjajo pomen uničenja in reciklaže odpadkov, 
medtem ko je ponovna uporaba vedno marginalizirana. 
Posebnost Zero waste managementa je načelo, da se lahko uporablja pri kateremkoli proizvodu 
ali procesu, v vsaki situaciji in pri vsaki ravni. To velja tudi za strupene kemikalije, kot 
tudi za benigne zadeve. Prav tako to velja tudi za onesnaževanje ozračja zaradi sežiganja 
premoga ali za odpadke iz radioaktivnih virov s poskusom, da bi iz presežka jedrskih 
elektrarn ustvarili jedrski odpadek. Vsi postopki so lahko oblikovani tako, da je delež 
stvari, ki se jih zavrže, minimaliziran, tako v lastnih postopkih in v uporabi ali potrošnji 
materialov, katerih razvoj vodi tja. Recikliranje, na drugi strani, pa se ukvarja le s 
preprostimi materiali.
Zero Waste (nič odpadkov) se lahko uporablja tudi za odpadke človeškega potenciala, nastalih 
zaradi revščine in zanikanja izobraževalnih možnosti. Vključuje nov pogled na zmanjševanje 
zapravljanja energije v industriji in transportu ter zapravljanje svetovnih deževnih gozdov. 
To je splošno načelo oblikovanja za učinkovito uporabo vseh virov, vendar opredeljeno.
Recikliranje se počasi ločuje od svoje trdne podlage v zvezi z ravnanjem z odpadki z 
vključevanjem vprašanj, ki so podobna gibanju za trajnostni razvoj. 
Zero waste na drugi strani pa ne bazira na omejitvah ravnanja z odpadki, pač pa poudarja 
povečanje ponovne uporabe z uporabo novih metod ki zmanjšajujejo in odstranjujejo škodljive metode, kot so sežiganje in recikliranje. Zero waste si 
prizadeva, da so novi izdelki napravljeni za popravilo, prenovitev, obnovitev in na 
splošno lahko ponovno uporabljeni.

## Pomen kapacitete smetišča
Veliko odlagališč trenutno presega svojo kapaciteto. To se pogosto napačno uporablja kot opravičilo za selitev v Zero Waste. Drugi kazalec poudarja, da obstajajo velike površine zemlje, ki so na voljo po vsej ZDA in drugih držav, ki bi jih lahko uporabljali za odlagališča. To ni več argument proti potrebi po Zero Waste, kot prejšnji argument. Osnovna potreba po premiku na družbo, zasnovano po načelih Zero Waste izhaja iz ogromne izgube sredstev, ki je neločljivo povezana s slabo narejenih, kratkotrajnih artiklov in proizvodnih procesov. Dejansko metanje sedaj neuporabnih elementov na smetišče, je komaj majhen delček, v zvezi z odpadki, ki jih predstavlja. Slabo zasnovane predloge z uničevanjem smeti, ki se pojavljajo na internetu, da vse veselo uničujejo, kot način za rešitev problema smeti, so v zmoti, saj so le te same po sebi problem. Ti predlogi običajno trdijo, da se pretvori vse ali velik del obstoječih smeti v olje in včasih trdijo, da proizvajajo toliko olja, da bo svet odslej bogat s tekočimi gorivi. En tak načrt, imenovan "Vse v olje" je bilo predstavljeno v revijah Discover Magazine in Fortune Magazine leta 2004, čeprav so trdili, absurdno, da bi lahko pretvorili hladilnik v "light Texas crude" z uporabo visoke pare. Zero Waste analize, ki so dolge na znanstvenih rezultatih in kratke na spektakularnih povzpetkih, ne prejme takšne promocije s strani medijev.

### Pobude korporacij
Primer podjetja, ki je pokazala spremembo politike odlaganja odpadkov, je General motors (GM). Cilj GM je najti način za reciklažo ali pa ponovno uporabiti 90% vseh materialov s prodajo odpadnih materialov in celo recikliranje uporabljenih delovnih rokavic. Ostanke bi lahko sežgali in s tem ustvarili energijo za rastline. Poleg tega, da je okolju prijazno, lahko prihranijo denar z zmanjšanjem odpadkov in ustvarijo bolj učinkovito proizvodnjo. Vse te organizacije potiskajo naprej, da bi ustvarile naš svet čist in proizvodnjo z nič odpadkov.

### Ponovna uporaba odpadkov
Odpadki na odlagališčih, se lahko uporabijo tudi za koristne stvari, kot na primer pri proizvodnji sončne energije ali gnojilo za poljščine.
Prav tako se lahko ponovno uporabi ali reciklira za nekaj, kar lahko je lahko dejansko uporabno. "Uspeh General Motors pri ustvarjanju načina brez odpadkov kažejo, da so ti cilji močna spodbuda za proizvajalce, da zmanjšajo svoje odpadke in pojavljanje ogljika" pravi Latisha Petteway, predstavnica za EPA.

## Zero waste v šolah
Bistvenega pomena za poslanstvo Eco-Cycle je poučevanje naslednje generacije o recikliranju in okolju. Od leta 1987, je Eco-Cycle usklajeno Boulder County School Recikliranje in okoljsko izobraževanje Program s financiranjem iz Boulder County, Boulder Valley School District, Eco-Cycle in različnih virov nepovratnih sredstev.
V tej inovativni nov program se lokalne šoleosredotočajo na projekte, zmanjševanje odpadkov in kompostiranje poleg tradicionalnih recikliranje, dajanje študentov, učiteljev in zaposlenih na teh šolah na samem vrhu za ohranjanje virov, kot so delo v smeri Zero odpadkov.
Od leta 1987, je Eco-Cycle usklajeno Boulder recikliranje in okoljsko izobraževalni program, ki ga trenutno financira Boulder County, Boulder Valley School District, Broomfield County, City of Boulder, mesto Superior, Eco-Cycle in različni viri nepovratnih sredstev. Program predvideva zbiranje reciklažnih materialov iz vseh 53.800 študentov in zaposlenih v 82 Boulder Valley in St Vrain Valley javnih šolah (dve okrožji). Zagotavlja tudi mesečne povratne informacije za posamezne šole o napredku programa. Več kot 1.500 izobraževalne predstavitve so imeli več kot 47.000 vrtec skozi 12. razreda študentov v Boulder in Broomfield County šole vsako leto.
To je medsebojno delovanje treh vidikov (zbiranje, izobraževanje in povratne informacije), ki je ta program, tako edinstven in učinkovit. Dejansko zbiranje reciklažnih materialov omogoča študentom, da dajo znanje in skrb, ki so jih pridobili iz izobraževalnega komponente v pozitivne ukrepe. Izobraževanje komponenta nudi informacije in motivacije, potrebne za študente, da sledite s pomočjo na recikliranje, zmanjševanje odpadkov in ohranjanje dejavnosti. Redne povratne informacije šolam ohranja recikliranje v ospredju in zaradi česar je sestavni del vsakdanjega življenja šole. Vsi trije vidiki so ključnega pomena za velika uspeha programa, zaradi česar je državni model za druge, ki želijo začeti podobne projekte.
Veliko zasebnih in čarterskih šol je izrazil interes, da bi postali Green Star School. V odgovor je Eco-Cycle začel Green Star Šole-Zero ločevanje odpadkov s certifikatom spomladi leta 2011. Skozi ta program, Eco-Cycle prinaša pomembne pomoč pri vzpostavitvi Zero prakse odpadkov, postopke in izobraževanje za zasebne / charter šolske skupnosti za začetno pristojbino in ponovne certifikacije letno pristojbino.
Eco-Cycle bo pomagalo zasebnih šola prilagoditi svoje Zero prizadevanje Odpadkov, ki odraža kulturo šole. Ponovne certifikacije vključuje šolo dokumentacijo Zero odpadkov praks in Eco-Cycle revizijo objekta.

## Gradnja in razgradnja
Zero waste je cilj, proces, način razmišlajanja, da bi se korenito spremenil naš pristop do virov in proizvodnje. Zero waste ne govori o recikliranju in preusmeritvah iz odlagališč, ampak o razgradnji proizvoda in distribucijskih sistemih, ki preprečujejo nastajanje odpadkov že pri proizvodnji. Materiali, ki so potrebni v teh preoblikovanih, izvorno ucinkovitih sistemih bodo ponovno uporabljeni velikokrat, ravno tako kot izdelki, ki jih vkljucujejo. Razgradnjo lahko opišemo kot gradnjo in obratno. Vkljucuje previdnost, da bi se gradnja povečala iz ponovno uporabljenih materialov, s čimer je manj odpadkov, vendar ohranjamo vire. Razgradnja lahko zajema meteriale in nekatere komponente od miljonih zgradb, ki obstajajo vendar niso zasnovane za visoko stopnjo ponovne uporabe in imajo omejene možnosti za pristop k Zero Waste stališču. Zero Waste daje prednost oblikovanju zgradb iz združenja visoko kakovostnih sestavin, ne pa da so izdelane iz grobih materialov kot so les, cement in mavec. Detajli niso še določeni ampak celotni prostori, vključno s stenami, strehami in talnimi površinami ali celotni sistemi so lahko vnaprej zgrajeni in nameščeni kot celotne sestavine, to bi bil cilj Zero Waste zasnove. Dokler so stavbe zgrajene kot komponente, ki jih lahko potem demontiramo, je razgradnja proces s katerim bomo ustavili vrzel, ki jo Združene Države lahko uporabijo za zmanjšanje odpadkov gradbenega materiala. Za zdaj, največji del, ki ga lahko shranimo so po navadi arhitekturski elementi, okna, vrata in železo. Veliko od teh je bilo sharanjenih in ponovno prodanih s ponovno uporabo jardov kot je Urban Ore v Barkeleyu, Kalifornija. Glavni deli, ki jih morajo še vedno drobiti so lesena tla, opečne stene in strukturne deske. Demontaža tradicionalnih stavb se dolgo dela z uničevalno kroglo ali z buldožerjem. Socialni in politični predpisi, kot je kontrolna licenca za rušenje in potrebna dovoljenja, dovoljujejo, da se samo uniči in zavrže (z delom recikliranja ruševin in jekla), kajti uničevanje in stroški odstranjevanja so cenejši kot razgradnja. Približno sedemdeset funtov odpadkov je narejnih na približno vsak kvadratni meter rušenja stanovanjske stavbe. Obstaja možnost, da je to siva ekonomija, ki temelji na kulturni prednosti potratnosti in Zero waste načrtuje, da bo razgradnja komponent, na koncu vendarle najcenejši in najbolj konzervativen način za ponovno gradnjo stavb. Nadaljnji pogovori o tej temi lahko najdete na ZWI spletni strani.

## Tržne kampanje
Tržne, posredovalnozakonodajne akcije kot sta razširjena odgovornost proizvajalca (EPR) in previdnostno načelo, sta med številnimi akcijami, ki imajo slogan Zero waste in visijo na njih z zahtevki, da bodo neločljivo vodili k politiki Zero waste. Trnutno ni dokazov, da bo EPR povečal ponovno uporabo, namesto zgolj gibanja zavrženo in odloženo s pogodbami o odlaganju v zasebnem sektorju. Previdnostno načelo je dano naprej, da premakne odgovornost za dokazovanje, da so nove kemikalije varne pred družbo (deluje kot morski prašiček), katere jim ponujajo podjetja. Kot taka je njegova povezava z Zero waste dvomljiva. Prav tako je veliko organizacij, mest in občin sprejelo slogan Zero waste med tem, ko ni bilo pritiska na spremembe na nobenega od ključev Zero waste. V bistvu je skupno za večino, da poenostavljeno navaja, da je recikliranje njihov celoten cilj. Veliko poslovnih ali industrijskih podjetij se nagiba k zavzetju Zero waste, vendar to običajno ne pomeni večjega napora kot recikliranje glavnih materialov, ki ne vpljivajo na ponovno proizvodnjo. Primeri vklučujejo Steples, Home Depot, Toyota, General Motors in kampanje za vrnitev računalnikov. Zgodejše kampanje za socialno pravičnost so uspešno pritisnile na McDonald's, da spremeni njihovo prakso nakupovanja mesa ter na Nike, da spremeni svojo delavno prakso v jugovzhodni Aziji. Oba sta namreč temeljila na ideji, da so lahko organizirani potrošniki aktivni udeleženci v gospodarstvu in ne samo pasivni predmeti. Kakorkoli že, napovedan in prisiljen cilj javne kampanje je kritičen. Cilj zmanjšanja nastajanja odpadkov ali odmetavanja s povečanjem recikliranja ne bo dosegel cilja preoblikovanja proizvoda in tako razumno ne more biti oklican kot kampanja Zero waste.

## Upravljanje
Preoblikovanja vzorcev uporabe človeških virov je izziv, ki presega obseg razdrobljenih in 
povezanih zakonov.  Doprinos politike odraža težnjo po gradnji na obstoječih temeljih z minimalnimi motnjami trenutnega stanja. Na nacionalni ravni to ne more doseči ciljev Zero Waste (nič odpadkov). Potreben je premik s strani države (formalne organizacije in postopki javnega sektorja) za upravljanje (palete vladnih in nevladnih organizacij)  Sama vlada nima zmožnosti za dosego cilja Zero waste (nič odpadkov), to zahteva sodelovanje podjetij, nevladnih organizacij, javnosti in upravljanje s strani države. Upravljanje se na koncu ukvarja z "ustvarjanjem pogojev za odrejanje pravil in kolektivnih ukrepov"  in za dosego Zero Waste je potreben odmik od ideologije preprostega odlaganja odpadkov. Vloga države je v tem, da deluje kot osrednji mehanizem za usmerjanje in upravljanje mreže, ki združuje upravljanje; javnost in udeleženci na trgu so zelo pomembni za dosego Zero waste, kot tudi za dosego ostalih okoljevarstvenih ciljev. Na svetovnem vrhu o trajnostnem razvoju v Johannesburgu je bilo poudarjeno partnerstvo med različnimi zainteresiranimi stranmi v okolju in vzpostavitev javno-zasebnega partnerstva, kar je najboljši način za dosego trajnostnega razvoja.
Lep primer pristopa k upravljanju omrežja je mogoče videti v Veliki Britaniji, kjer so s pomočjo projekta New Labour, ki je predlagal ustanovitev regionalnih skupin in s tem združil ključne interesne skupine v ravnanju z odpadki (predstavnike lokalnih oblasti, industrije, vladnih služb itd), na prostovoljni bazi. Obstaja pa pomanjkanje jasne vizije vladne politike o tem, kako izpolniti cilje za preusmeritev odpadkov z odlagališč, katerim se povečuje obseg tako na regionalni kot lokalni ravni. Skupni cilj je cilj, ki ga določi vlada, toda poti za dosego tega cilja ostajajo odprte. Upravljanje pri ravnanju z odpadki si prizadeva razširiti spekter vključenih zainteresirasnih strani in izboljšati koordinacijo med njimi. To aktivira kolektivno delovanja, ki je bistvenega pomena za premagovanje morebitnih konfliktov pri reševanju ciljev za dosego vizije Zero Waste.
Izziv pri upravljanju z odpadki je, kako zagotoviti, da bomo dosegli skupno delovanje in sodelovanje vseh vpletenih. Zero Waste je strategija, ki jo spodbujajo okoljske nevladne organizacije, toda industrija odpadkov je bolj nagnjena v korist kapitalsko usmerjene opcije s pridobivanjem energije s pomočjo sežiganja odpadkov. Raziskave pogosto izpostavljajo javno podporo kot prvo zahtevo za uspeh  Na Tajvanu je bilo javno mnenje ključnega pomena pri spreminjanju odnosa podjetij, ki morajo sedaj pri svojem delovanju in proizvodnji v čimvečji meri upoštevati načelo Zero Waste. Javnost se je s pomočjo komunikacije in poudarjanja povezovanja pri projetu Zero Waste preko vladnih in nevladnih organizacij pričela zavedati pomena trajnostnega razvoja. Zadnji dosežek pri načelu Zero Waste je bil dosežen v mestu Masdar v Abu Dhabiju, ki se je zavezalo, da bo to mesto brez odpadkov. Inovacije in tehnologije so spodbujane s strani vlade z oblikovanjem prijaznega okolja, toda za podjetja niso zavezujoča. Za uspešen model trajnostnega razvoja mesta pa bo prav tako potrebna vključitev vseh članov družbe s poudarjanjem na skupnem sodelovanju.